# Nokere Koerse 2024
La Nokere Koerse 2024 (officiellement Danilith-Nokere Koerse) est la 78e édition de cette course cycliste masculine sur route. Elle a eu lieu le 13 mars 2024 principalement dans la province de Flandre-Orientale en Belgique, entre Deinze et Nokere. Elle fait partie du calendrier UCI ProSeries 2024 en catégorie 1.Pro. 

## Présentation

### Parcours
Le départ de la course est donné à Deinze et l'arrivée est jugée à Nokere, sur le Nokereberg, un secteur pavé en côte (350 m avec une pente moyenne de 5,7 % dont un passage à 7 %) après un parcours total de 188,1 km parsemé de treize côtes dont huit pavées. Le tracé se termine par trois passages par le circuit local de 31,3 km comprenant les secteurs pavés de Herlegemstraat, de Lange Aststraat (en côte), de Kloosterstraat, de Heraangelegde Doorn, de Lededorp, de Huisepontweg et de Wannegemdorp qui se succèdent avant la ligne d'arrivée.

### Équipes
| WorldTeams (11)- Alpecin-Deceuninck - Arkéa-B&B Hotels - Bahrain Victorious - Cofidis - Decathlon-AG2R La Mondiale - Intermarché-Wanty - Lidl-Trek - Soudal Quick-Step - Team dsm-firmenich PostNL - UAE Team Emirates - Ineos Grenadiers ProTeams (9)- Bingoal WB - Equipo Kern Pharma - Euskaltel-Euskadi - Israel-Premier Tech - Lotto Dstny - TDT-Unibet - Team Flanders-Baloise - Tudor Pro Cycling Team - Uno-X Mobility |
| |

### Favoris
Le double tenant du titre Tim Merlier est le grand favori et candidat pour un triplé consécutif. Ses principaux adversaires sont ses compatriotes Jasper Philipsen, Gerben Thijssen, Tim Wellens et Milan Menten, les Néerlandais Fabio Jakobsen et Arvid de Kleijn ainsi que le Français Hugo Hofstetter.

## Récit de la course
La course est fort nerveuse et ponctuée de nombreuses chutes. Dans le final, après plusieurs tentatives d'attaques, c'est au tour de Tim Wellens de tenter sa chance à 4,6 km de l'arrivée mais il est repris à 1,8 km de Nokere. Une quarantaine de coureurs passe sous la flamme rouge mais 250 mètres plus loin, une nouvelle chute étire fortement ce peloton. Tim Merlier place une solide accélération aux 300 mètres, à l'entrée du dernier virage, et s'impose facilement, réalisant un triplé consécutif et devenant le recordman de victoires de la course avec Hendrik Van Dijck.

## Classements

### Classement final
| \| Classement général \| Classement général \| Classement général \| Classement général \| Classement général \| \| Coureur \| Coureur \| Pays \| Équipe \| Temps \| \| ------------------ \| ------------------ \| ------------------ \| ------------------------- \| ------------------ \| \| 1er \| Tim Merlier \| Belgique \| Soudal Quick-Step \| 4 h 21 min 59 s \| \| 2e \| Fabio Jakobsen \| Pays-Bas \| Team dsm-firmenich PostNL \| + 0 s \| \| 3e \| Jasper Philipsen \| Belgique \| Alpecin-Deceuninck \| + 0 s \| \| 4e \| Pascal Ackermann \| Allemagne \| Israel-Premier Tech \| + 0 s \| \| 5e \| Simone Consonni \| Italie \| Lidl-Trek \| + 0 s \| \| 6e \| Tom Van Asbroeck \| Belgique \| Israel-Premier Tech \| + 0 s \| \| 7e \| Maikel Zijlaard \| Pays-Bas \| Tudor Pro Cycling Team \| + 0 s \| \| 8e \| Milan Menten \| Belgique \| Lotto Dstny \| + 0 s \| \| 9e \| Hugo Hofstetter \| France \| Israel-Premier Tech \| + 4 s \| \| 10e \| Pavel Bittner \| Tchéquie \| Team dsm-firmenich PostNL \| + 4 s \| |                  |           |                           |                 |
| |                  |           |                           |                 |
| Source : ProCyclingStats |                  |           |                           |                 |
| Classement général |                  |           |                           |                 |
| Coureur | Coureur          | Pays      | Équipe                    | Temps           |
| 1er | Tim Merlier      | Belgique  | Soudal Quick-Step         | 4 h 21 min 59 s |
| 2e | Fabio Jakobsen   | Pays-Bas  | Team dsm-firmenich PostNL | + 0 s           |
| 3e | Jasper Philipsen | Belgique  | Alpecin-Deceuninck        | + 0 s           |
| 4e | Pascal Ackermann | Allemagne | Israel-Premier Tech       | + 0 s           |
| 5e | Simone Consonni  | Italie    | Lidl-Trek                 | + 0 s           |
| 6e | Tom Van Asbroeck | Belgique  | Israel-Premier Tech       | + 0 s           |
| 7e | Maikel Zijlaard  | Pays-Bas  | Tudor Pro Cycling Team    | + 0 s           |
| 8e | Milan Menten     | Belgique  | Lotto Dstny               | + 0 s           |
| 9e | Hugo Hofstetter  | France    | Israel-Premier Tech       | + 4 s           |
| 10e | Pavel Bittner    | Tchéquie  | Team dsm-firmenich PostNL | + 4 s           |

### Classement UCI
La course attribue des points au classement mondial UCI 2024 selon le barème suivant :
| Position           | 1er | 2e  | 3e  | 4e  | 5e | 6e | 7e | 8e | 9e | 10e | 11e | 12e | 13e | 14e | 15e | 16e à 30e | 31e à 40e |
| Classement général | 200 | 150 | 125 | 100 | 85 | 70 | 60 | 50 | 40 | 35  | 30  | 25  | 20  | 15  | 10  | 5         | 3         |

## Liste des participants
| Soudal Quick-Step SOQ | Soudal Quick-Step SOQ    | Soudal Quick-Step SOQ |
| --------------------- | ------------------------ | --------------------- |
| Num                   | Coureur                  | Pos                   |
| 1                     | Tim Merlier (BEL)        | 1er                   |
| 2                     | Antoine Huby (FRA)       | 76e                   |
| 3                     | Luke Lamperti (USA)      | 26e                   |
| 4                     | Ayco Bastiaens (BEL)     | 4e                    |
| 5                     | Pepijn Reinderink (NED)  | 27e                   |
| 6                     | Bert Van Lerberghe (BEL) | 28e                   |
| 7                     | Lars Vanden Heede (BEL)  | 42e                   |

| Alpecin-Deceuninck ADC | Alpecin-Deceuninck ADC | Alpecin-Deceuninck ADC |
| ---------------------- | ---------------------- | ---------------------- |
| Num                    | Coureur                | Pos                    |
| 11                     | Jasper Philipsen (BEL) | 3e                     |
| 12                     | Lars Boven (NED)       | 114e                   |
| 13                     | Siebe Roesems (BEL)    | 105e                   |
| 14                     | Timo Kielich (BEL)     | 49e                    |
| 15                     | Senne Leysen (BEL)     | 99e                    |
| 16                     | Oscar Riesebeek (NED)  | 78e                    |
| 17                     | Jonas Rickaert (BEL)   | 100e                   |

| Intermarché-Wanty IWA | Intermarché-Wanty IWA           | Intermarché-Wanty IWA |
| --------------------- | ------------------------------- | --------------------- |
| Num                   | Coureur                         | Pos                   |
| 21                    | Gerben Thijssen (BEL)           | 88e                   |
| 22                    | Victor Hannes (BEL)             | 61e                   |
| 23                    | Madis Mihkels (EST)             | 85e                   |
| 24                    | Baptiste Planckaert (BEL)       | 48e                   |
| 25                    | Dries De Pooter (BEL)           | 86e                   |
| 26                    | Boy van Poppel (NED)            | 118e                  |
| 27                    | Roel van Sintmaartensdijk (NED) | 38e                   |

| Arkéa-B&B Hotels ARK | Arkéa-B&B Hotels ARK  | Arkéa-B&B Hotels ARK |
| -------------------- | --------------------- | -------------------- |
| Num                  | Coureur               | Pos                  |
| 31                   | Jenthe Biermans (BEL) | AB                   |
| 32                   | Florian Dauphin (FRA) | 29e                  |
| 33                   | David Dekker (NED)    | 31e                  |
| 34                   | Giosuè Epis (ITA)     | 21e                  |
| 35                   | Daniel McLay (GBR)    | AB                   |
| 36                   | Michel Ries (LUX)     | AB                   |
| 37                   | Alan Riou (FRA)       | 103e                 |

| Cofidis COF | Cofidis COF                 | Cofidis COF |
| ----------- | --------------------------- | ----------- |
| Num         | Coureur                     | Pos         |
| 41          | Oliver Knight (GBR)         | AB          |
| 42          | Stanisław Aniołkowski (POL) | 73e         |
| 43          | Milan Fretin (BEL)          | 84e         |
| 44          | Nolann Mahoudo (FRA)        | 98e         |
| 45          | Christophe Noppe (BEL)      | 47e         |
| 46          | Piet Allegaert (BEL)        | 12e         |
| 47          | Aimé De Gendt (BEL)         | 17e         |

| Ineos Grenadiers IGD | Ineos Grenadiers IGD | Ineos Grenadiers IGD |
| -------------------- | -------------------- | -------------------- |
| Num                  | Coureur              | Pos                  |
| 51                   | Elia Viviani (ITA)   | 25e                  |
| 52                   | Kim Heiduk (GER)     | AB                   |
| 53                   | Ethan Hayter (GBR)   | 80e                  |
| 54                   | Leo Hayter (GBR)     | 101e                 |
| 55                   | Cameron Wurf (AUS)   | 115e                 |
| 56                   | Ben Swift (GBR)      | 40e                  |
| 57                   | Andrew August (USA)  | 69e                  |

| Groupama-FDJ GFC | Groupama-FDJ GFC       | Groupama-FDJ GFC |
| ---------------- | ---------------------- | ---------------- |
| Num              | Coureur                | Pos              |
| 61               | Stefan Küng (SUI)      | 16e              |
| 62               | Marc Sarreau (FRA)     | 94e              |
| 63               | Eddy Le Huitouze (FRA) | 60e              |
| 64               | Lewis Askey (GBR)      | 13e              |
| 65               | Enzo Paleni (FRA)      | 24e              |
| 66               | Matthew Walls (GBR)    | 102e             |
| 67               | Titouan Fontaine (FRA) | 113e             |

| Lidl-Trek LTK | Lidl-Trek LTK               | Lidl-Trek LTK |
| ------------- | --------------------------- | ------------- |
| Num           | Coureur                     | Pos           |
| 72            | Daan Hoole (NED)            | AB            |
| 73            | Matteo Milan (ITA)          | 75e           |
| 74            | Simone Consonni (ITA)       | 5e            |
| 75            | Mathias Vacek (CZE) (route) | 23e           |
| 76            | Otto Vergaerde (BEL)        | 87e           |
| 77            | Tim Torn Teutenberg (GER)   | 39e           |

| Team dsm-firmenich PostNL DFP | Team dsm-firmenich PostNL DFP | Team dsm-firmenich PostNL DFP |
| ----------------------------- | ----------------------------- | ----------------------------- |
| Num                           | Coureur                       | Pos                           |
| 81                            | Fabio Jakobsen (NED)          | 2e                            |
| 82                            | Frank Aron Ragilo (EST)       | 106e                          |
| 83                            | Patrick Eddy (AUS)            | 83e                           |
| 84                            | Nils Eekhoff (NED)            | 81e                           |
| 85                            | Johan Dorussen (NED)          | 56e                           |
| 86                            | Pavel Bittner (CZE)           | 10e                           |
| 87                            | Bram Welten (NED)             | 82e                           |

| UAE Team Emirates UAD | UAE Team Emirates UAD     | UAE Team Emirates UAD |
| --------------------- | ------------------------- | --------------------- |
| Num                   | Coureur                   | Pos                   |
| 91                    | Tim Wellens (BEL)         | 30e                   |
| 92                    | Mikkel Bjerg (DEN)        | AB                    |
| 93                    | Filippo Baroncini (ITA)   | 11e                   |
| 94                    | Álvaro Hodeg (COL)        | 92e                   |
| 95                    | Jonathan Guatibonza (COL) | 93e                   |
| 96                    | Gibbe Staes (BEL)         | 54e                   |
| 97                    | Michael Vink (NZL)        | 72e                   |

| Lotto Dstny LTD | Lotto Dstny LTD             | Lotto Dstny LTD |
| --------------- | --------------------------- | --------------- |
| Num             | Coureur                     | Pos             |
| 101             | Milan Menten (BEL)          | 8e              |
| 102             | Sébastien Grignard (BEL)    | 52e             |
| 103             | Lorenz Van de Wynkele (BEL) | 18e             |
| 104             | Joshua Giddings (GBR)       | 43e             |
| 105             | Alec Segaert (BEL)          | 20e             |
| 106             | Liam Slock (BEL)            | 62e             |
| 107             | Thomas De Gendt (BEL)       | AB              |

| Bingoal WB BWB | Bingoal WB BWB            | Bingoal WB BWB |
| -------------- | ------------------------- | -------------- |
| Num            | Coureur                   | Pos            |
| 111            | Dimitri Peyskens (BEL)    | 109e           |
| 112            | Jens Reynders (BEL)       | AB             |
| 113            | Aaron Van der Beken (BEL) | 63e            |
| 114            | Joes Oosterlinck (BEL)    | 37e            |
| 115            | Nathan Vandepitte (FRA)   | 51e            |
| 116            | Jelle Vermoote (BEL)      | 91e            |
| 117            | Alexander Salby (DEN)     | AB             |

| Team Flanders-Baloise TFB | Team Flanders-Baloise TFB | Team Flanders-Baloise TFB |
| ------------------------- | ------------------------- | ------------------------- |
| Num                       | Coureur                   | Pos                       |
| 121                       | Elias Maris (BEL)         | 46e                       |
| 122                       | Alex Colman (BEL)         | NP                        |
| 123                       | Jasper Dejaegher (BEL)    | AB                        |
| 124                       | Dylan Vandenstorme (BEL)  | 64e                       |
| 125                       | Ward Vanhoof (BEL)        | 35e                       |
| 126                       | Yentl Vandevelde (BEL)    | 119e                      |
| 127                       | Victor Vercouillie (BEL)  | 117e                      |

| Euskaltel-Euskadi EUS | Euskaltel-Euskadi EUS          | Euskaltel-Euskadi EUS |
| --------------------- | ------------------------------ | --------------------- |
| Num                   | Coureur                        | Pos                   |
| 131                   | Jon Aberasturi (ESP)           | 32e                   |
| 132                   | Xabier Berasategi (ESP)        | 90e                   |
| 133                   | James Fouché (NZL)             | 36e                   |
| 134                   | Xabier Isasa (ESP)             | 57e                   |
| 135                   | Andoni López de Abetxuko (ESP) | 77e                   |
| 136                   | Gotzon Martín (ESP)            | AB                    |
| 137                   | Unai Zubeldia (ESP)            | AB                    |

| Israel-Premier Tech IPT | Israel-Premier Tech IPT   | Israel-Premier Tech IPT |
| ----------------------- | ------------------------- | ----------------------- |
| Num                     | Coureur                   | Pos                     |
| 141                     | Pascal Ackermann (GER)    | 4e                      |
| 142                     | Hugo Hofstetter (FRA)     | 9e                      |
| 143                     | Michael Schwarzmann (GER) | 89e                     |
| 144                     | Oded Kogut (ISR)          | AB                      |
| 145                     | Tom Van Asbroeck (BEL)    | 6e                      |
| 146                     | Kiaan Watts (NZL)         | 55e                     |
| 147                     | Rick Zabel (GER)          | 19e                     |

| Q36.5 Pro Cycling Team Q36 | Q36.5 Pro Cycling Team Q36 | Q36.5 Pro Cycling Team Q36 |
| -------------------------- | -------------------------- | -------------------------- |
| Num                        | Coureur                    | Pos                        |
| 151                        | Matteo Moschetti (ITA)     | 104e                       |
| 152                        | Fabio Christen (SUI)       | 14e                        |
| 153                        | Cyrus Monk (AUS)           | 50e                        |
| 154                        | Szymon Sajnok (POL)        | 58e                        |
| 155                        | Kamil Małecki (POL)        | 53e                        |
| 156                        | Rory Townsend (IRL)        | 41e                        |
| 157                        | Travis Stedman (RSA)       | 66e                        |

| Uno-X Mobility UXM | Uno-X Mobility UXM       | Uno-X Mobility UXM |
| ------------------ | ------------------------ | ------------------ |
| Num                | Coureur                  | Pos                |
| 161                | Louis Bendixen (DEN)     | 96e                |
| 162                | Rasmus Tiller (NOR)      | 71e                |
| 163                | Erlend Blikra (NOR)      | 111e               |
| 164                | Tord Gudmestad (NOR)     | AB                 |
| 165                | Niklas Larsen (DEN)      | 116e               |
| 166                | William Blume Levy (DEN) | 44e                |
| 167                | Rasmus Bøgh Wallin (DEN) | 67e                |

| Tudor Pro Cycling Team TUD | Tudor Pro Cycling Team TUD     | Tudor Pro Cycling Team TUD |
| -------------------------- | ------------------------------ | -------------------------- |
| Num                        | Coureur                        | Pos                        |
| 171                        | Arvid de Kleijn (NED)          | NP                         |
| 172                        | Nils Brun (SUI)                | 95e                        |
| 173                        | Sebastian Kolze Changizi (DEN) | 34e                        |
| 174                        | Tom Bohli (SUI)                | AB                         |
| 175                        | Jacob Eriksson (SWE)           | 97e                        |
| 176                        | Aivaras Mikutis (LTU)          | 107e                       |
| 177                        | Maikel Zijlaard (NED)          | 7e                         |

| TDT-Unibet TDT | TDT-Unibet TDT              | TDT-Unibet TDT |
| -------------- | --------------------------- | -------------- |
| Num            | Coureur                     | Pos            |
| 181            | Andreas Stokbro (DEN)       | 65e            |
| 182            | Abram Stockman (BEL)        | 68e            |
| 183            | Owen Geleijn (NED)          | 70e            |
| 184            | Jelle Johannink (NED)       | 15e            |
| 185            | Tomáš Kopecký (CZE)         | 74e            |
| 186            | Nicklas Amdi Pedersen (DEN) | 45e            |
| 187            | Axel Huens (FRA)            | 59e            |

| Tarteletto-Isorex TIS | Tarteletto-Isorex TIS   | Tarteletto-Isorex TIS |
| --------------------- | ----------------------- | --------------------- |
| Num                   | Coureur                 | Pos                   |
| 191                   | Timothy Dupont (BEL)    | 33e                   |
| 192                   | Maxime De Poorter (BEL) | 108e                  |
| 193                   | Torsten Demeyere (BEL)  | AB                    |
| 194                   | Robbe Claeys (BEL)      | 110e                  |
| 195                   | Thomas Joseph (BEL)     | 22e                   |
| 196                   | Alex Vandenbulcke (BEL) | 120e                  |
| 197                   | Mauro Verwilt (BEL)     | 112e                  |

| Soudal Quick-Step SOQ | Soudal Quick-Step SOQ    | Soudal Quick-Step SOQ |
| --------------------- | ------------------------ | --------------------- |
| Num                   | Coureur                  | Pos                   |
| 1                     | Tim Merlier (BEL)        | 1er                   |
| 2                     | Antoine Huby (FRA)       | 76e                   |
| 3                     | Luke Lamperti (USA)      | 26e                   |
| 4                     | Ayco Bastiaens (BEL)     | 4e                    |
| 5                     | Pepijn Reinderink (NED)  | 27e                   |
| 6                     | Bert Van Lerberghe (BEL) | 28e                   |
| 7                     | Lars Vanden Heede (BEL)  | 42e                   |

| Alpecin-Deceuninck ADC | Alpecin-Deceuninck ADC | Alpecin-Deceuninck ADC |
| ---------------------- | ---------------------- | ---------------------- |
| Num                    | Coureur                | Pos                    |
| 11                     | Jasper Philipsen (BEL) | 3e                     |
| 12                     | Lars Boven (NED)       | 114e                   |
| 13                     | Siebe Roesems (BEL)    | 105e                   |
| 14                     | Timo Kielich (BEL)     | 49e                    |
| 15                     | Senne Leysen (BEL)     | 99e                    |
| 16                     | Oscar Riesebeek (NED)  | 78e                    |
| 17                     | Jonas Rickaert (BEL)   | 100e                   |

| Intermarché-Wanty IWA | Intermarché-Wanty IWA           | Intermarché-Wanty IWA |
| --------------------- | ------------------------------- | --------------------- |
| Num                   | Coureur                         | Pos                   |
| 21                    | Gerben Thijssen (BEL)           | 88e                   |
| 22                    | Victor Hannes (BEL)             | 61e                   |
| 23                    | Madis Mihkels (EST)             | 85e                   |
| 24                    | Baptiste Planckaert (BEL)       | 48e                   |
| 25                    | Dries De Pooter (BEL)           | 86e                   |
| 26                    | Boy van Poppel (NED)            | 118e                  |
| 27                    | Roel van Sintmaartensdijk (NED) | 38e                   |

| Arkéa-B&B Hotels ARK | Arkéa-B&B Hotels ARK  | Arkéa-B&B Hotels ARK |
| -------------------- | --------------------- | -------------------- |
| Num                  | Coureur               | Pos                  |
| 31                   | Jenthe Biermans (BEL) | AB                   |
| 32                   | Florian Dauphin (FRA) | 29e                  |
| 33                   | David Dekker (NED)    | 31e                  |
| 34                   | Giosuè Epis (ITA)     | 21e                  |
| 35                   | Daniel McLay (GBR)    | AB                   |
| 36                   | Michel Ries (LUX)     | AB                   |
| 37                   | Alan Riou (FRA)       | 103e                 |

| Cofidis COF | Cofidis COF                 | Cofidis COF |
| ----------- | --------------------------- | ----------- |
| Num         | Coureur                     | Pos         |
| 41          | Oliver Knight (GBR)         | AB          |
| 42          | Stanisław Aniołkowski (POL) | 73e         |
| 43          | Milan Fretin (BEL)          | 84e         |
| 44          | Nolann Mahoudo (FRA)        | 98e         |
| 45          | Christophe Noppe (BEL)      | 47e         |
| 46          | Piet Allegaert (BEL)        | 12e         |
| 47          | Aimé De Gendt (BEL)         | 17e         |

| Ineos Grenadiers IGD | Ineos Grenadiers IGD | Ineos Grenadiers IGD |
| -------------------- | -------------------- | -------------------- |
| Num                  | Coureur              | Pos                  |
| 51                   | Elia Viviani (ITA)   | 25e                  |
| 52                   | Kim Heiduk (GER)     | AB                   |
| 53                   | Ethan Hayter (GBR)   | 80e                  |
| 54                   | Leo Hayter (GBR)     | 101e                 |
| 55                   | Cameron Wurf (AUS)   | 115e                 |
| 56                   | Ben Swift (GBR)      | 40e                  |
| 57                   | Andrew August (USA)  | 69e                  |

| Groupama-FDJ GFC | Groupama-FDJ GFC       | Groupama-FDJ GFC |
| ---------------- | ---------------------- | ---------------- |
| Num              | Coureur                | Pos              |
| 61               | Stefan Küng (SUI)      | 16e              |
| 62               | Marc Sarreau (FRA)     | 94e              |
| 63               | Eddy Le Huitouze (FRA) | 60e              |
| 64               | Lewis Askey (GBR)      | 13e              |
| 65               | Enzo Paleni (FRA)      | 24e              |
| 66               | Matthew Walls (GBR)    | 102e             |
| 67               | Titouan Fontaine (FRA) | 113e             |

| Lidl-Trek LTK | Lidl-Trek LTK               | Lidl-Trek LTK |
| ------------- | --------------------------- | ------------- |
| Num           | Coureur                     | Pos           |
| 72            | Daan Hoole (NED)            | AB            |
| 73            | Matteo Milan (ITA)          | 75e           |
| 74            | Simone Consonni (ITA)       | 5e            |
| 75            | Mathias Vacek (CZE) (route) | 23e           |
| 76            | Otto Vergaerde (BEL)        | 87e           |
| 77            | Tim Torn Teutenberg (GER)   | 39e           |

| Team dsm-firmenich PostNL DFP | Team dsm-firmenich PostNL DFP | Team dsm-firmenich PostNL DFP |
| ----------------------------- | ----------------------------- | ----------------------------- |
| Num                           | Coureur                       | Pos                           |
| 81                            | Fabio Jakobsen (NED)          | 2e                            |
| 82                            | Frank Aron Ragilo (EST)       | 106e                          |
| 83                            | Patrick Eddy (AUS)            | 83e                           |
| 84                            | Nils Eekhoff (NED)            | 81e                           |
| 85                            | Johan Dorussen (NED)          | 56e                           |
| 86                            | Pavel Bittner (CZE)           | 10e                           |
| 87                            | Bram Welten (NED)             | 82e                           |

| UAE Team Emirates UAD | UAE Team Emirates UAD     | UAE Team Emirates UAD |
| --------------------- | ------------------------- | --------------------- |
| Num                   | Coureur                   | Pos                   |
| 91                    | Tim Wellens (BEL)         | 30e                   |
| 92                    | Mikkel Bjerg (DEN)        | AB                    |
| 93                    | Filippo Baroncini (ITA)   | 11e                   |
| 94                    | Álvaro Hodeg (COL)        | 92e                   |
| 95                    | Jonathan Guatibonza (COL) | 93e                   |
| 96                    | Gibbe Staes (BEL)         | 54e                   |
| 97                    | Michael Vink (NZL)        | 72e                   |

| Lotto Dstny LTD | Lotto Dstny LTD             | Lotto Dstny LTD |
| --------------- | --------------------------- | --------------- |
| Num             | Coureur                     | Pos             |
| 101             | Milan Menten (BEL)          | 8e              |
| 102             | Sébastien Grignard (BEL)    | 52e             |
| 103             | Lorenz Van de Wynkele (BEL) | 18e             |
| 104             | Joshua Giddings (GBR)       | 43e             |
| 105             | Alec Segaert (BEL)          | 20e             |
| 106             | Liam Slock (BEL)            | 62e             |
| 107             | Thomas De Gendt (BEL)       | AB              |

| Bingoal WB BWB | Bingoal WB BWB            | Bingoal WB BWB |
| -------------- | ------------------------- | -------------- |
| Num            | Coureur                   | Pos            |
| 111            | Dimitri Peyskens (BEL)    | 109e           |
| 112            | Jens Reynders (BEL)       | AB             |
| 113            | Aaron Van der Beken (BEL) | 63e            |
| 114            | Joes Oosterlinck (BEL)    | 37e            |
| 115            | Nathan Vandepitte (FRA)   | 51e            |
| 116            | Jelle Vermoote (BEL)      | 91e            |
| 117            | Alexander Salby (DEN)     | AB             |

| Team Flanders-Baloise TFB | Team Flanders-Baloise TFB | Team Flanders-Baloise TFB |
| ------------------------- | ------------------------- | ------------------------- |
| Num                       | Coureur                   | Pos                       |
| 121                       | Elias Maris (BEL)         | 46e                       |
| 122                       | Alex Colman (BEL)         | NP                        |
| 123                       | Jasper Dejaegher (BEL)    | AB                        |
| 124                       | Dylan Vandenstorme (BEL)  | 64e                       |
| 125                       | Ward Vanhoof (BEL)        | 35e                       |
| 126                       | Yentl Vandevelde (BEL)    | 119e                      |
| 127                       | Victor Vercouillie (BEL)  | 117e                      |

| Euskaltel-Euskadi EUS | Euskaltel-Euskadi EUS          | Euskaltel-Euskadi EUS |
| --------------------- | ------------------------------ | --------------------- |
| Num                   | Coureur                        | Pos                   |
| 131                   | Jon Aberasturi (ESP)           | 32e                   |
| 132                   | Xabier Berasategi (ESP)        | 90e                   |
| 133                   | James Fouché (NZL)             | 36e                   |
| 134                   | Xabier Isasa (ESP)             | 57e                   |
| 135                   | Andoni López de Abetxuko (ESP) | 77e                   |
| 136                   | Gotzon Martín (ESP)            | AB                    |
| 137                   | Unai Zubeldia (ESP)            | AB                    |

| Israel-Premier Tech IPT | Israel-Premier Tech IPT   | Israel-Premier Tech IPT |
| ----------------------- | ------------------------- | ----------------------- |
| Num                     | Coureur                   | Pos                     |
| 141                     | Pascal Ackermann (GER)    | 4e                      |
| 142                     | Hugo Hofstetter (FRA)     | 9e                      |
| 143                     | Michael Schwarzmann (GER) | 89e                     |
| 144                     | Oded Kogut (ISR)          | AB                      |
| 145                     | Tom Van Asbroeck (BEL)    | 6e                      |
| 146                     | Kiaan Watts (NZL)         | 55e                     |
| 147                     | Rick Zabel (GER)          | 19e                     |

| Q36.5 Pro Cycling Team Q36 | Q36.5 Pro Cycling Team Q36 | Q36.5 Pro Cycling Team Q36 |
| -------------------------- | -------------------------- | -------------------------- |
| Num                        | Coureur                    | Pos                        |
| 151                        | Matteo Moschetti (ITA)     | 104e                       |
| 152                        | Fabio Christen (SUI)       | 14e                        |
| 153                        | Cyrus Monk (AUS)           | 50e                        |
| 154                        | Szymon Sajnok (POL)        | 58e                        |
| 155                        | Kamil Małecki (POL)        | 53e                        |
| 156                        | Rory Townsend (IRL)        | 41e                        |
| 157                        | Travis Stedman (RSA)       | 66e                        |

| Uno-X Mobility UXM | Uno-X Mobility UXM       | Uno-X Mobility UXM |
| ------------------ | ------------------------ | ------------------ |
| Num                | Coureur                  | Pos                |
| 161                | Louis Bendixen (DEN)     | 96e                |
| 162                | Rasmus Tiller (NOR)      | 71e                |
| 163                | Erlend Blikra (NOR)      | 111e               |
| 164                | Tord Gudmestad (NOR)     | AB                 |
| 165                | Niklas Larsen (DEN)      | 116e               |
| 166                | William Blume Levy (DEN) | 44e                |
| 167                | Rasmus Bøgh Wallin (DEN) | 67e                |

| Tudor Pro Cycling Team TUD | Tudor Pro Cycling Team TUD     | Tudor Pro Cycling Team TUD |
| -------------------------- | ------------------------------ | -------------------------- |
| Num                        | Coureur                        | Pos                        |
| 171                        | Arvid de Kleijn (NED)          | NP                         |
| 172                        | Nils Brun (SUI)                | 95e                        |
| 173                        | Sebastian Kolze Changizi (DEN) | 34e                        |
| 174                        | Tom Bohli (SUI)                | AB                         |
| 175                        | Jacob Eriksson (SWE)           | 97e                        |
| 176                        | Aivaras Mikutis (LTU)          | 107e                       |
| 177                        | Maikel Zijlaard (NED)          | 7e                         |

| TDT-Unibet TDT | TDT-Unibet TDT              | TDT-Unibet TDT |
| -------------- | --------------------------- | -------------- |
| Num            | Coureur                     | Pos            |
| 181            | Andreas Stokbro (DEN)       | 65e            |
| 182            | Abram Stockman (BEL)        | 68e            |
| 183            | Owen Geleijn (NED)          | 70e            |
| 184            | Jelle Johannink (NED)       | 15e            |
| 185            | Tomáš Kopecký (CZE)         | 74e            |
| 186            | Nicklas Amdi Pedersen (DEN) | 45e            |
| 187            | Axel Huens (FRA)            | 59e            |

| Tarteletto-Isorex TIS | Tarteletto-Isorex TIS   | Tarteletto-Isorex TIS |
| --------------------- | ----------------------- | --------------------- |
| Num                   | Coureur                 | Pos                   |
| 191                   | Timothy Dupont (BEL)    | 33e                   |
| 192                   | Maxime De Poorter (BEL) | 108e                  |
| 193                   | Torsten Demeyere (BEL)  | AB                    |
| 194                   | Robbe Claeys (BEL)      | 110e                  |
| 195                   | Thomas Joseph (BEL)     | 22e                   |
| 196                   | Alex Vandenbulcke (BEL) | 120e                  |
| 197                   | Mauro Verwilt (BEL)     | 112e                  |